# Gare de Saint-Pierre-sur-Dives
Pour les articles homonymes, voir Gare de Saint-Pierre.
La gare de Saint-Pierre-sur-Dives est une gare ferroviaire française de la ligne du Mans à Mézidon, située sur le territoire de l'ancienne commune de Saint-Pierre-sur-Dives, intégrée à Saint-Pierre-en-Auge, dans le département du Calvados, en région Normandie.
Mise en service en 1859, c'est aujourd’hui une halte de la Société nationale des chemins de fer français (SNCF), desservie par des trains TER Normandie circulant entre Caen et Tours.

## Situation ferroviaire
La gare de Saint-Pierre-sur-Dives est située au point kilométrique (PK) 135,820 de la ligne du Mans à Mézidon, entre les gares ouvertes d'Argentan et de Mézidon. Elle est séparée d'Argentan par la gare aujourd’hui fermée de Vendeuvre - Jort.

## Histoire
La gare est construite en 1859.

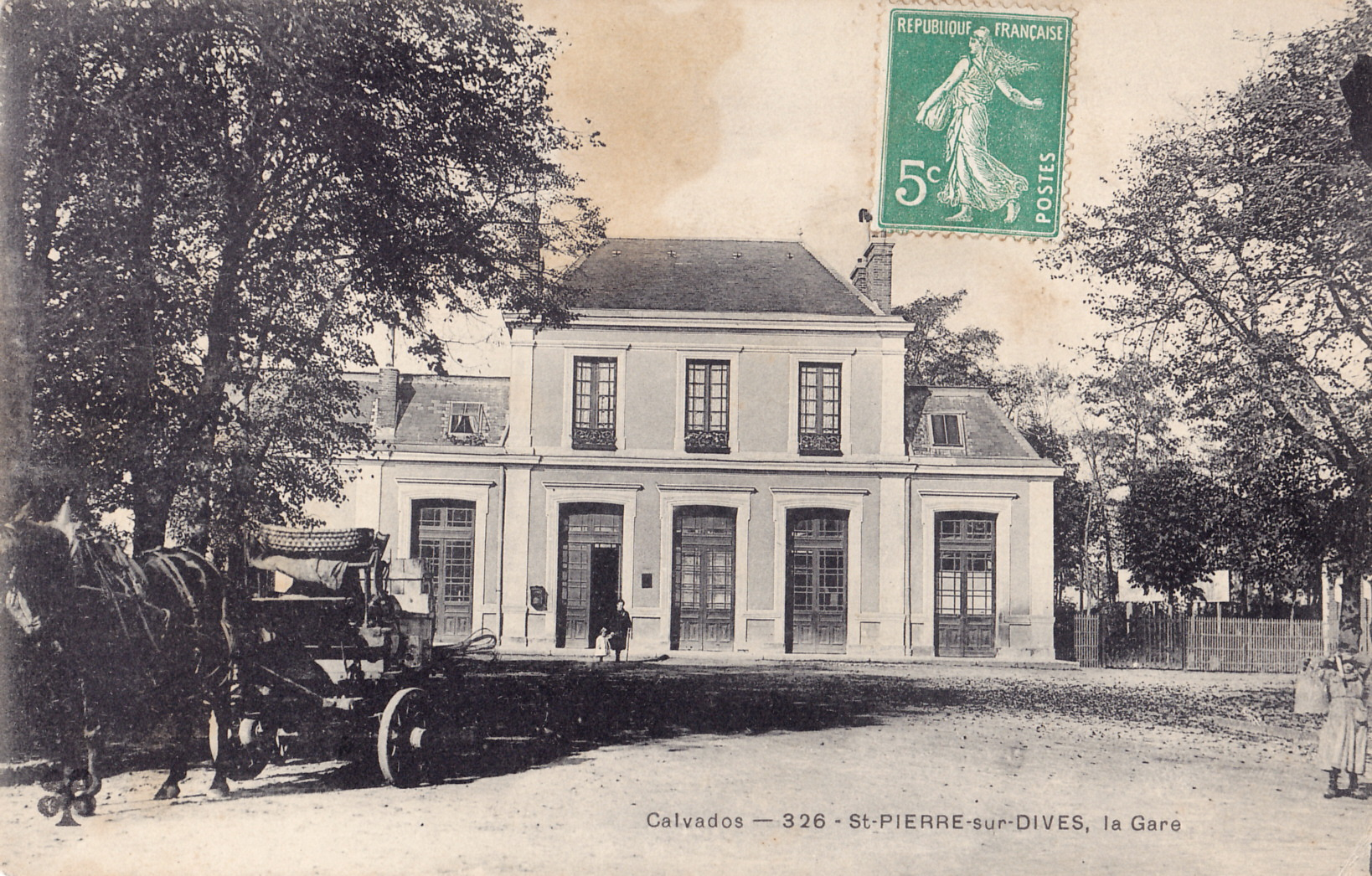
La gare au début du XXe siècle.

La gare de marchandises est fermée en mai 1990.
La gare de voyageurs est fermée en 1993 et devient une simple halte ferroviaire. Le bâtiment est détruit à partir du 12 septembre 2016 et il est remplacé par une halte éco-durable.

## Fréquentation
De 2015 à 2023, selon les estimations de la SNCF, la fréquentation annuelle de la gare s'élève aux nombres indiqués dans le tableau ci-dessous.
| Année     | 2015   | 2016   | 2017   | 2018   | 2019   | 2020   | 2021   | 2022   | 2023   |
| --------- | ------ | ------ | ------ | ------ | ------ | ------ | ------ | ------ | ------ |
| Voyageurs | 35 797 | 32 687 | 36 578 | 37 490 | 42 027 | 34 560 | 46 540 | 64 822 | 74 754 |

## Service des voyageurs

### Accueil
Halte SNCF, c'est un point d'arrêt non géré (PANG) à entrée libre, équipé d'un abri de quai, placé sur celui en direction de Caen. 
Le bâtiment voyageur a été démoli en 2016, malgré une pétition signée par plus de 1 000 personnes à l'initiative de l'association de défense et préservation de la gare de Saint-Pierre-sur-Dives, et remplacé par une halte éco-durable inaugurée en 2022,,.
Les titres de transport SNCF peuvent être achetés à la Maison France Service de Saint-Pierre-sur-Dives (Calvados), sur le site de la SNCF, ou auprès du contrôleur du train.

### Desserte
Elle est desservie par les trains TER Normandie (ligne de Caen à Tours).

### Intermodalité
Elle est terminus de la ligne n°52 du réseau interurbain du Calvados (busverts) permettant de relier Lisieux.
Un abri à vélo sécurisé « Nomad Train  » financé par la région à la demande de l’association des utilisateurs et des riverains de la gare de Saint-Pierre-sur-Dives (AURG) a été mis en service en 2022